# Narcissus pseudonarcissus subsp. pseudonarcissus
Narcissus pseudonarcissus subsp. pseudonarcissus és una subespècie de planta bulbosa que pertany a la família de les amaril·lidàcies. És originària de l'occident d'Europa.

## Descripció
És una planta bulbosa de narcisos clàssics amb grans flors. És molt similar a Narcissus pseudonarcissus.

## Taxonomia
Narcissus pseudonarcissus subsp. pseudonarcissus
Etimologia
Narcissus nom genèric que fa referència del jove narcisista de la mitologia grega Νάρκισσος (Narkissos) fill del déu riu Cefís i de la nimfa Liríope; que es distingia per la seva bellesa.
El nom deriva de la paraula grega: ναρκὰο, narkào (= narcòtic) i es refereix a l'olor penetrant i embriagant de les flors d'algunes espècies (alguns sostenen que la paraula deriva de la paraula persa نرگس i que es pronuncia Nargis, que indica que aquesta planta és embriagadora).
pseudonarcissus: epítet llatí que significa "fals narcís".
Sinonímia
- Narcissus sylvestris Lam., Fl. Franç. 3: 390 (1779).
- Narcissus festalis Salisb., Prodr. Stirp. Chap. Allerton: 220 (1796).
- Narcissus serratus Haw., Misc. Nat.: 179 (1803).
- Ajax festalis (Salisb.) Salisb., Trans. Hort. Soc. London 1: 347 (1812).
- Ajax telamonius Haw., Syn. Pl. Succ.: 326 (1812).
- Narcissus glaucus Hornem., Hort. Bot. Hafn. 1: 315 (1813).
- Narcissus radians Lapeyr., Hist. Pl. Pyrénées: 177 (1813).
- Narcissus ajax Sweet, Hort. Suburb. Lond.: 67 (1818).
- Narcissus capax Salisb. ex-Sweet, Hort. Suburb. Lond.: 67 (1818), nom. illeg.
- Ajax serratus (Haw.) Haw., Suppl. Pl. Succ.: 114 (1819).
- Ganymedes cernuus Haw., Suppl. Pl. Succ.: 130 (1819).
- Ajax cuneifolius Haw., Saxifrag. Enum. 2: 43 (1821).
- Ajax fenestralis Gray, Nat. Arr. Brit. Pl. 2: 191 (1821).
- Narcissus telamonius (Haw.) Link, Handbuch 1: 204 (1829).
- Ajax lobularis Haw., Philos. Mag. Ann. Chem. 9: 131 (1830).
- Ajax breviflos Haw., Monogr. Narciss. 2: 6 (1831).
- Ajax cambricus Haw., Monogr. Narciss. 2: 3 (1831).
- Ajax cernuus Haw., Monogr. Narciss.: 2 (1831).
- Oileus hexangularis Haw., Monogr. Narcissin.: 4 (1831).
- Ajax hexangularis (Haw.) Herb., Amaryllidaceae: 305 (1837).
- Ajax sabiniamus Herb., Amaryllidaceae: 306 (1837).
- Narcissus breviflos (Haw.) Steud., Nomencl. Bot., ed. 2, 2: 181 (1841).
- Ajax capax M.Roem., Fam. Nat. Syn. Monogr. 4: 201 (1847).
- Ajax pygmaeus M.Roem., Fam. Nat. Syn. Monogr. 4: 201 (1847).
- Ajax radians M.Roem., Fam. Nat. Syn. Monogr. 4: 193 (1847).
- Ajax rudbeckii M.Roem., Fam. Nat. Syn. Monogr. 4: 201 (1847).
- Ajax sexangularis M.Roem., Fam. Nat. Syn. Monogr. 4: 201 (1847).
- Narcissus andersonii Sabine Ex-M.Roem., Fam. Nat. Syn. Monogr. 4: 198 (1847).
- Narcissus renaudii [[Bavoux.]], Mém. Soc. Émul. Doubs, II, 4: 114 (1854).
- Ajax multicus J.Gay, Bull. Soc. Bot. France 7: 308 (1860).
- Narcissus horsfeldii Burb., Narcissus: 30 (1875).
- Narcissus eystettensis auct., Gard. Chron., n.s., 1884(1): 484 (1884).
- Narcissus luteus Bubani, Fl. Pyren. 4: 156 (1902).
- Ajax festinus Jord. in A.Jordan i J.P.Fourreau, Icon. Fl. Eur. 3: 2 (1903).
- Ajax gayi Hénon in A.Jordan & J.P.Fourreau, Icon. Fl. Eur. 3: 2 (1903).
- Ajax montinus Jord. in A.Jordan & J.P.Fourreau, Icon. Fl. Eur. 3: 3 (1903).
- Ajax platylobus Jord. in A.Jordan & J.P.Fourreau, Icon. Fl. Eur. 3: 2 (1903).
- Ajax porrigens Jord. in A.Jordan & J.P.Fourreau, Icon. Fl. Eur. 3: 3 (1903).
- Ajax praelongus Jord. in A.Jordan & J.P.Fourreau, Icon. Fl. Eur. 3: 2 (1903).
- Narcissus gayi (Hénon) Pugsley, J. Roy. Hort. Soc. 58: 72 (1933).
- Narcissus pisanus Pugsley, J. Roy. Hort. Soc. 58: 59 (1933).
- Narcissus perez-chiscanoi Fern.Casas, Fontqueria 14: 19 (1987).[4]